# Iunius Blaesus
Iunius Blaesus est un sénateur et un homme politique de l'Empire Romain.

## Famille
D'après Tacite, qui est la seule source à notre disposition pour établir sa biographie, il est issu des Iunii et des Antonii, et membre de la famille impériale.  
Selon Christian Settipani, il est le fils d'un Iunius Blaesus et d'une Sallustia. Par son père, il est probablement le petit-fils de Quintus Iunius Blaesus, consul suffect en 26. Toujours selon Christian Settipani, son lien avec les Julio-Claudiens se trouverait chez sa mère, celle-ci serait une fille de Domitia l'Aînée et de son deuxième mari Caius Sallustius Crispus Passienus.

## Biographie
Il est gouverneur de Gaule lyonnaise en janvier 69 quand il prend partie pour Vitellius donc il est l'un des premiers partisans avec Valerius Asiaticus, il livrera à Vitellius la légion Italica et l'aile de cavalerie Tauriana qui était en cantonnement à Lugdunum. 
Entre janvier et avril 69, Vitellius séjourne à Lugdunum avec Blaesus.
En novembre de la même année, les jalousie de Lucius Vitellius et les craintes de Vitellius face à un Blaesus se vantant devant les soldats de sa noble ascendance conduit l'empereur à l'empoisonné. Les historiens y voient ici l'élimination d'un potentiel rival des parents de Vitellius, notamment son frère et ses fils, à l'Empire.